# Gőz László
Gőz László (Budapest, 1954. szeptember 22.) magyar jazz-zenész, harsonaművész, zeneakadémiai tanár.

## Pályafutása
Kodály Zoltán által irányított középiskolában kezdte meg zenei tanulmányait, majd a Bartók Béla Konzervatórium jazz és klasszikus tanszakán folytatta. Később a Liszt Ferenc Zeneművészeti Főiskola harsona és tanári szakán szerzett diplomát. 1978-tól kezdve oktat a Zeneakadémia jazz tanszakán zenetörténetet, szolfézst és jazz-improvizációt. 
A kortárs zenét játszó 180-as Csoport egyik alapító tagja volt, az együttessel 1979-től 1989-ig 400 koncertet adott Európa-szerte. Számos rádió számára készítettek felvételeket, mint pl. a Magyar Rádió, a Süddeutscher Rundfunk, a Hessischer Rundfunk, a Radio France, valamint a Magyar Televízió. Együtt dolgoztak Steve Reich-hal, Petr Kotikkal, Alvin Currannal, Chris Newmannel, Szabados Györggyel és Vidovszky Lászlóval. 
1989-ben alakította meg a Brass Age együttest, ezzel a formációval két lemezt készített. Erdélyi Péterrel közösen alapította meg az ESP Groupot 1994-ben. Játszott ezenkívül az Interbrass, a Budapest Big Band, az LGT, és a Jazz+Az zenekarokban is. 
Mint stúdiózenész száznál is több lemezen működött közre. 1996-ban Jiggs Wighammel, majd 1998-ban Carl Fontanával lépett közösen színpadra. Ő nyitotta meg a Budapest Music Center – Zenei Információs Központot 1996-ban, ami 2013-ra kulturális központtá nőtte ki magát. 1998-ban létrehozta a BMC Records lemezkiadót. Producere volt több tucat magyar klasszikus, kortárs és jazzlemeznek.

## Díjai
- A Magyar Érdemrend lovagkeresztje (2015)
- Fonogram – Magyar Zenei Díj szakmai életműdíj (2020)
- Hazám-díj (2023)[1]
- Prima Primissima díj (2023)